# Hotyka-patak
Hotyka-patak är ett vattendrag i Ungern.   Det ligger i provinsen Borsod-Abaúj-Zemplén, i den nordöstra delen av landet, 210 km öster om huvudstaden Budapest.